# Saraguro
Los saraguros son un pueblo de la nacionalidad kichwa que, en su mayoría, vive en el cantón de Saraguro, en la provincia de Loja, Ecuador. Aunque la mayoría habla ahora el español, también se habla el runashimi o kichwa.

## Origen
En la década de 1460, el imperio incaico conquistó la zona de Saraguro. El pueblo preincaico puede haber sido el apenas conocido Palta o el Cañari. Los antepasados de los actuales saraguros, según la tradición oral, fueron trasladados a Saraguro por los incas desde otras zonas, posiblemente los colla u otros pueblos de las regiones del lago Titicaca y el Cuzco. Los incas tenían una política de traslado forzoso de personas de una región del imperio a otra, diversificando así la población y dispersando la posible oposición a su dominio. Esta política de reasentamiento se denominaba mitma. El número de reasentados era elevado, se calcula que hasta el 80% de la población de algunas provincias. Un documento español afirma que los antepasados de los actuales saraguros eran soldados de élite del ejército inca. Esta afirmación se ve reforzada por el hecho de que los saraguros viven a lo largo del camino inca o Kapak Ñan, que se extendía desde Cuzco hasta Tumebamba (la capital norteña de los incas), y en adelante hasta Quito, por lo que ocupaba un importante enlace para las comunicaciones incaicas y el control del imperio. Sin embargo, la ciudad de Saraguro parece haber sido fundada por los españoles y no por los incas, aunque en los alrededores se encuentran varias ruinas incas.
Sean cuales sean los datos sobre sus orígenes. En el siglo XX, los saraguros celebran su herencia incaica. En una teoría desacreditada, algunos autores atribuyen la vestimenta negra típica de los saraguros como señal de luto por la muerte del emperador inca Atahualpa. Se han bautizado escuelas con nombres de emperadores incas, se han recreado costumbres incas, se ha copiado la arquitectura incaica y se ha intentado preservar la lengua kichwa. Los registros históricos y las tradiciones orales también atribuyen los tradicionales colores blanco y negro de su vestimenta a la ceremonia y a la nobleza, que eran los significados dados por los incas según el cronista Cieza de León y relatados por los saraguros. Al ser descendientes de los soldados de élite del ejército inca, conservaron ese simbolismo, así como la población masculina conservó su pelo largo trenzado, que era otro marcador de nobleza entre los incas. El negro como signo de luto no forma parte de la simbología inca ni entre los saraguros, pero ha sido adoptado, sobre todo por las generaciones jóvenes. Asimismo, atribuyen los conceptos simbólicos de su vestimenta a una representación del Curiquingue (Caracara carunculada), que tiene plumas blancas y negras y era un ave simbólica de la realeza incaica. El Curiquingue habita en la parroquia y páramos de Saraguro y sus símbolos representados en trajes siguen estando presentes en las celebraciones del Kapak Raymi (la Gran Fiesta) en Saraguro.
Los saraguros han conservado el control de sus tierras con más éxito que muchos de los súbditos andinos de la colonización española y del colonialismo contemporáneo del país independiente de Ecuador. Esto puede deberse en parte a su hostilidad inicial hacia los españoles y los indígenas que colaboraban con ellos. Sin embargo, lo más importante es que los españoles exigían a los saraguros que mantuvieran un importante tambo (posada o estación de paso) en una importante ruta de comunicación. Argumentaron con éxito que el funcionamiento y el mantenimiento del tambo requerían que conservaran sus tierras y sus recursos. Siguieron gestionando el tambo hasta la década de 1940, cuando una carretera llegó a la zona

## Localización
Habitan principalmente al sur del Ecuador en la provincia de Loja, en su mayoría en el cantón Saraguro, de ahí proviene el nombre del cantón, aunque también se encuentran en Yacuambi (Zamora Chinchipe). En el cantón Saraguro se ubican en las parroquias de Saraguro, Tenta, Paraíso de Celén, San Antonio de Cumbe, El Tablón, Lluzhapa, Selva Alegre y Urdaneta. Además, en el Cantón Loja se encuentra en la parroquia San Lucas. Por último, en el Cantón Zamora, están en las parroquias de Guadalupe, Imbana, Guayzimi, Zumbi, 28 de Mayo, La Paz, Tutupali, Yantzaza, y en las provincias de Azuay y Pichincha. Por la migración del pueblo Saraguro principalmente se encuentra fuera del Ecuador.

## Idioma
El idioma materno del pueblo Saraguro es el Kichwa; actualmente enfrenta una grave problemática sociolingüística, ya que se evidencia la pérdida de funcionalidad de la lengua materna convertida en pasiva en la mayoría de las comunidades, en las que se ha extendido el predominio y uso generalizado del Castellano como primera lengua.

## Etimología
Etimológicamente, en el nombre "Saraguro" los escritores e historiadores han relacionado en dos vocabularios dichas: "Sara" = "Maíz" y "Gurú" o "Curú" = gusano, aunque lo de "juro" es bastante relativo (otros escritores han relacionado con el término "agobiado"). Pero también hay otras interpretaciones del que podría derivarse Sara = Maíz y "Kuri" = Oro. Para otros, su denominación haría referencia a las mazorcas secas de maíz, o provendría de Sara y jura (germinado), es decir, significaría maíz que germina o crece. Lo que sí está claro, independientemente de su significado, es que su nombre está estrechamente ligado al maíz y reafirma la importancia económica, social y simbólica que este tiene en la vida del pueblo Saraguro y de la región sur del Ecuador.
Es el único grupo étnico de los muchos más encontrados en la provincia de Loja que ha sobrevivido a la colonización española.

## Vestimenta/uniforme

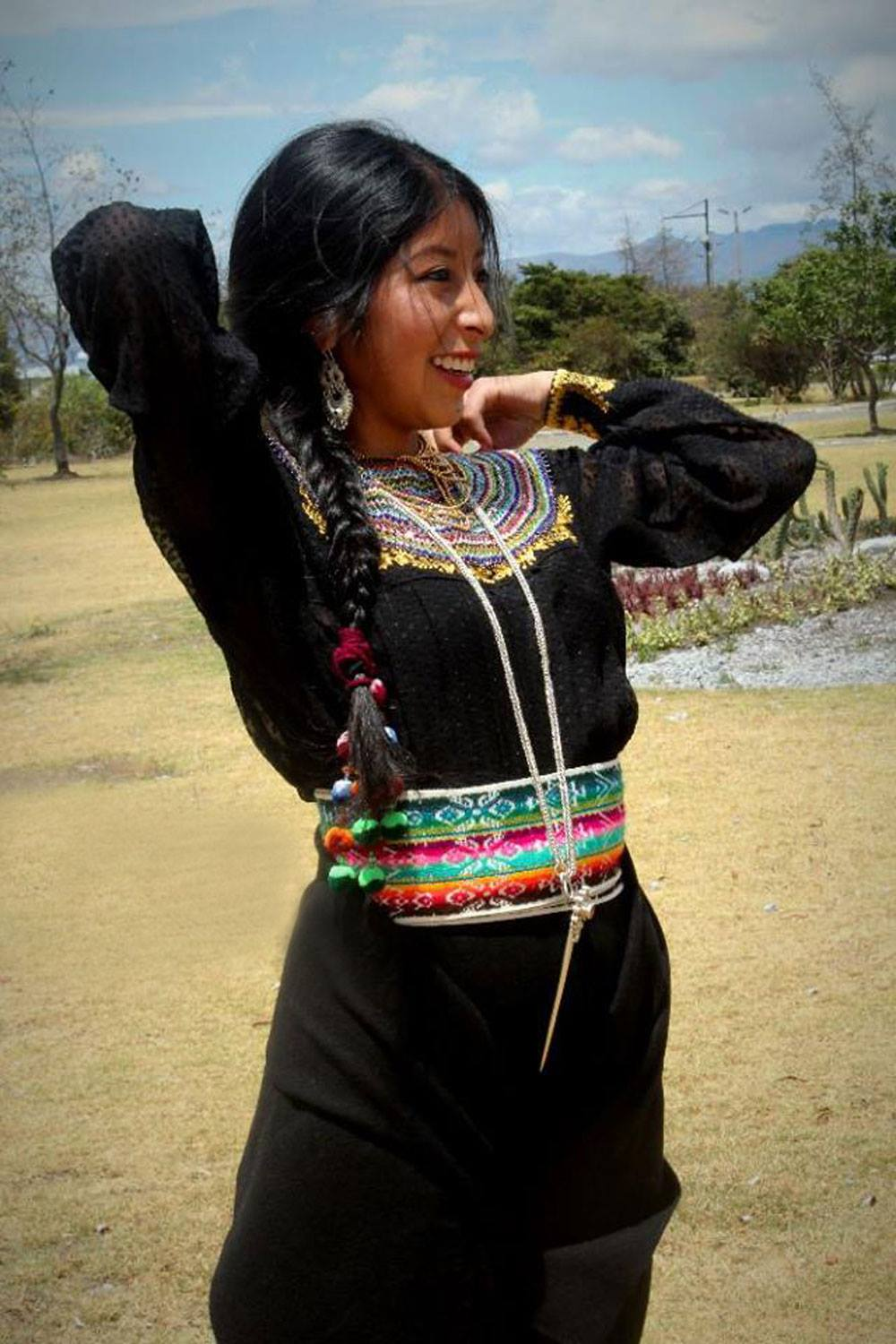

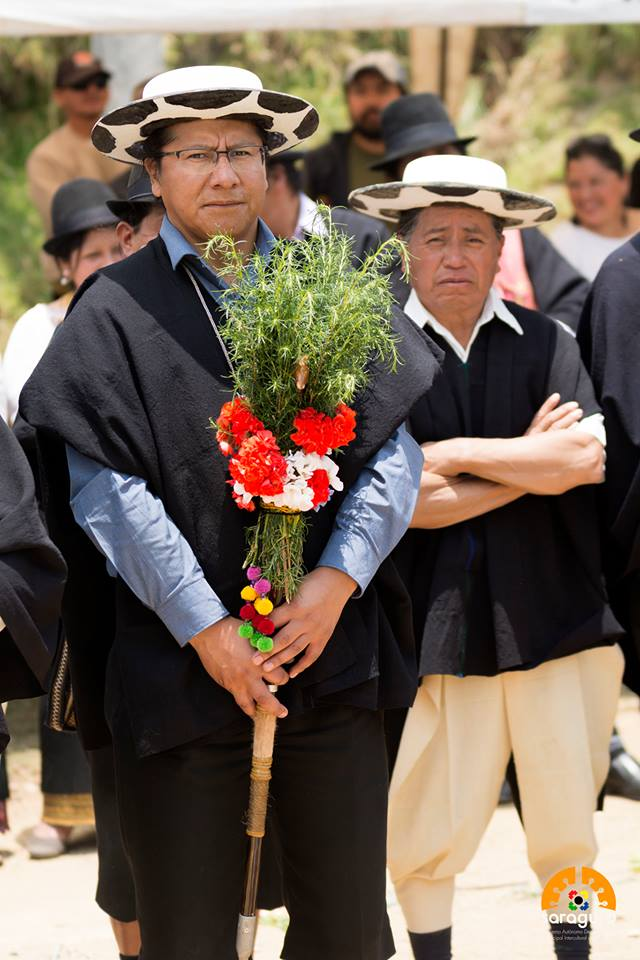

### Para las Mujeres
- Anaco: puede ser de lana o de orlón y tiene un plisado fino.
- Pollera: Esta va debajo del anaco, tiene bordados en el filo que usualmente combinan con la faja y la camisa o blusa
- Sombrero: De lana y de color blanco con diseños de color negro, puede llegar a pesar hasta una libra y media.
- Bayeta o rebozo: Es una prenda elaborada con lana de oveja y teñido de color negro, aunque actualmente también se puede encontrar en color azul y sirve para cubrirse del frío.
- Aretes – zarcillos: con formas de media luna
- Collar wallka o tendido: Es un tejido de múltiples colores realizado con mullos.
- Tupu o topo: Es una joya que se utiliza para sujetar la bayeta con una cadena que cuelga en el cuello para sujetar el tupu o topo es de plata con una perla de color en el centro. En las familias el tupo o topo es entregada de la madre a su hija y así para sus generaciones en forma de herencia.
- Camisa o blusa: Resalta esta prenda por los bordados que en la actualidad se pueden encontrar en varios diseños
- Faja: Es una prenda que sujeta al anaco y la pollera, además representa la fertilidad de la mujer y la protección del vientre, Los diseños deben combinar con la camisa.[7]

### Para los Hombres
- Poncho: de color negro de lana utilizado mayormente en eventos de gala.
- Cinturón: Es hecho de cuero, con perillas de oro y otros adornos que representan la riqueza del hombre.

- Pantalón: De color negro que va hasta la rodilla.
- Zamarro: De lana blanca que cubre solo la parte de adelante, desde los tobillos hasta la cintura.[8]
- No usaban zapatos hasta la década de los 50, pero actualmente sus zapatos son negros.

Aunque una leyenda del pueblo dice que esta tradición existe en señal de luto por la muerte de Atahualpa, los incas no guardaban luto y esta creencia viene de los conquistadores. La mayoría del color negro en la vestimenta se debería a cuestiones relacionadas con la materia prima como la lana de oveja o las llamas que fueron de color negro.
Otra afirmación que también se acerca a esta realidad es porque el color negro conserva mejor el calor del cuerpo, el hecho de vivir en los Andes ecuatorianos (2500 m s. n. m.).
Por su lengua y su etnia se los considera parte del pueblo Inca traído desde Bolivia o desde el sur del Perú durante el proceso de expansión del Tahuantinsuyo.

## Cosmogonía
La cosmogonía Saraguro se basa en la Chacana o Chakana (la cruz cuadrada). El principio de todas las cosas es la dualidad y la complementariedad, ya sea hombre-mujer, día-noche o fuerte-débil; ésta dualidad representa la unidad en la diversidad. En la Chakana, están representados los cuatro elementos de la vida: Aire, Agua, Tierra y Fuego. Cada uno de estos elementos tiene su relación con la energía del cosmos Aire = el Alma y pensamiento; Agua = la Sangre y vitalidad ; Tierra = nuestro Cuerpo y alimento y el fuego = la Energía.
Esta Chakana además esta vinculada a los cuatro "pachas" (tiempos) desde donde surgen las 4 celebraciones andinas el Kulla, el Kapak, el Pawkay y el Inti, los que coinciden con los solsticios y equinoccios.
La idea del Universo para los Saraguros es la de universos paralelos, siempre en movimiento y relación. La Chakana es un ciclo interminable en el que tiempo, espacio, ser y movimiento se encuentran y reencuentran en situaciones que no son ajenas al individuo. El individuo, sólo vuelve a vivir situaciones ya experimentadas.

## Emigración
Como otros tantos ecuatorianos, muchos saraguros han emigrado fuera de Ecuador, los lugares donde más se encuentran son Europa y EE. UU. Aunque al inicio, la migración fue interna como a: Zamora Chinchipe, ciudad de Loja, Cuenca, Quito y Guayaquil principalmente.

## Economía
- Agricultura, se cultiva principalmente el maíz, frijol, habas, papas, hortalizas.
- Ganadería: ovino, bovino, porcino, aves, etc.
- Artesanía: la artesana en mullos se caracteriza por

La principal población saraguro realizada por hombres y mujeres desde temprana edad, cerámica, textiles en lana de oveja.
- Turismo. Actualmente las comunidades indígenas han optado por participar en el Turismo Comunitario, una alternativa de desarrollo desde las comunidades y para las comunidades como los primeros actores. Generalmente las grandes multinacionales se llevan las grandes masas turísticas lo cual no da muchos beneficios a todos. Los turistas pueden participar en diferentes actividades sociales, culturales y todas las actividades diarias que se desarrollan.

## Comida típica
- Cuy asado: Se aliña el cuy con sal, ajo y comino y luego se asa a la brasa, se sirve acompañado de papas, mote, lechuga, encebollado, y el tradicional ají de pepa.

- Humitas: Preparados con choclo molido mezclado con manteca de chancho, huevos, sal, se rellena con queso o quesillo y finalmente se las envuelve en hojas de choclo. Se cocina en agua y va acompañado de café.

- Tortillas de gualo: Preparados con choclo maduro molido mezclado con manteca de chancho, huevos, sal,  queso o quesillo y finalmente hace tortillas y se las asa y va acompañado de café, o solas.

- Ají de pepa de zambo: Elaborado con pepa de zambo tostada, molida y condimentado con ají y otras especies. Es el acompañante ideal de la mayoría de platos típicos lojanos.

- Higos con queso: Cortar los higos en cruz por el extremo delgado, de manera que el corte no alcance a llegar a la mitad la fruta. Lávelos en agua fría y déjelos en remojo en abundante agua durante toda la noche; cocínelos en agua hirviendo con una pizca de bicarbonato hasta que estén suaves. Cuando estén fríos tómelos uno a uno y exprímalos suavemente con la mano, aparte hierba el agua hasta que se convierta en miel, cuele este líquido y viértelo en la paila sobre los higos. Póngalos al fuego, agrégueles canela y deje hervir a fuego lento sin moverlos, deje hervir el dulce hasta que la miel esté espesa. Sírvalo acompañado de queso fresco.

- Miel con quesillo: Postre tradicional elaborado a base de miel de panela bien caliente y quesillo tierno.

- Gallina Criolla: Tiene dos variantes, en caldo y en seco.  Para la preparación se utiliza gallinas o gallos que han sido criado exclusivamente con alimentos naturales, sin químicos o balanceados.  Una vez que la gallina ha sido cortada en presas, se la hace hervir hasta su cocción, se agrega cebolla, sal, ajo y pimienta, se sirve el caldo con yuca cocinada, y perejil finamente picado.  Para preparar en seco se coloca menos agua y se agrega un refrito de achiote con manteca, a media cocción se agrega papas, y se sirve acompañado de arroz.
- Chicha de Jora: La bebida típica es el chicha de maíz o también conocida como chicha de jora que era guardada y fermentada en cántaros.[10]

## Música
La música de Saraguro es el chaspishka este tiene una característica única en el tiempo o tempo musical.
Hoy en día existen incontables bandas de jóvenes y adultos que intentan expresar sus emociones a través de la música. Dentro los grupos musicales que se han destacado en los últimos años se encuentran: Mawkas, La voz del viento, Mishki Taki, Amaru, Amarak, entre otros.

## Turismo
- En el pueblo Saraguro el turismo se vive de manera diferente, ya que se ofrece a la cultura como punto principal desde 1995 se trabaja con una red de turismo comunitario. esta propuesta ofrece la oportunidad de tener una convivencia personal con la comunidad junto a sus costumbres y tradiciones.  Además de visitar emprendimientos locales de hilado, tejido, artesanos en cerámica, instrumentos musicales, bordadoras. etc.
- Algunos lugares turísticos son: El mirador (Gera), El león dormido (Urdaneta), Laguna de Chinchilla (Paraíso de Celen), loma de la cruz (selva Alegre) cerro de Arcos (Manú), Cascada de agua Santa (Oñacapak), Los baños del Inca (Ñamarin)[12]

## Fiestas
Dentro de las fiestas más importantes:
- Kulla Raymi. Celebrada el 21 de septiembre, dedicado a la preparación de la tierra, la feminidad, el inicio del nuevo periodo agrícola (wata).

- Kapak Raymi. Celebrada el 21 de diciembre, la fiesta de los líderes jóvenes, en estas fiestas se ha hecho sincretismo religioso con las fiestas de Navidad.

- Pawkar Raymi. Celebrada el 21 de marzo, la fiesta de las flores las frutas, es como un carnaval andino, en estos tiempos los cultivos empiezan a dar las primeras flores y frutos.

- Inti Raymi. Celebrada el 21 de junio, la fiesta al sol en agradecimiento por las cosechas recibidas, la alegría y fin del período agrícola.